# Apuesta de Smith
La apuesta de Smith es un planteamiento teológico y filosófico formulado por el filósofo objetivista George H. Smith en su libro de 1979 Atheism: The Case Against God (Ateísmo: el caso contra Dios), que estructura una serie argumentativa en contestación a la apuesta de Pascal, basándose en los trabajos de Ayn Rand y Nathaniel Branden.

## Refutación a la apuesta de Pascal
El físico, filósofo, matemático y teólogo francés Blaise Pascal planteó en un fragmento de su clásica obra Pensamientos (1670) la conveniencia de creer en Dios. Si éste existía, el creyente ganaba el paraíso mientras que el ateo iba al infierno, según Pascal. Si Dios no existía, nada sucedía. Era un modo de apuesta segura. Es lo que se dio luego en llamar la "Apuesta de Pascal", debatida hasta hoy día.
George Smith argumenta en forma contraria a Pascal, recogiendo y resumiendo algunas de las críticas que a lo largo de los tres siglos de existencia de la "apuesta" se han formulado y las condensa en una sola argumentación.
En términos generales, la Apuesta de Smith es similar a la Apuesta del ateo pero con importantes diferencias.
La apuesta de Smith puede estructurarse de acuerdo a cuatro posibilidades, a saber de la siguiente forma:
1. Dios no existe. En este caso, los ateos estarían en lo correcto, por lo tanto serían los creyentes los que habrían perdido gran parte de sus vidas y de sus esfuerzos en agradar a un ser inexistente.
2. Dios es un ser impersonal (deísmo). Dios creó el Universo y luego lo dejó a su suerte, sin intervenir en él. En este caso, ni el ateo ni el creyente tienen razones para preocuparse, pues este Dios ni premia ni castiga. En dado caso, aún los perdedores continuarían siendo los creyentes, pues habrían perdido gran parte de su esfuerzo vital en adorar a un Dios que no les escucha ni les presta atención alguna.
3. Dios existe y es un ser moralmente elevado. En este caso, Dios no podría castigar a ningún ser humano que cometiera errores de conciencia honestos. Si la razón es la que hace llegar a la conclusión al hombre que Dios no existe, este no debería tomar represalias contra él. De hecho, quien más preocupado debería estar es el creyente, pues la lógica en términos básicos debería llevar al ateísmo, por lo cual la creencia ciega y deshonesta en Dios sería para Él un gran pecado.
4. El Dios de los cristianos es el correcto, con su actuación moral y éticamente reprobable, que castiga a todo aquel que se atreve a dudar de Él, aunque esta duda esté basada en la lógica y la razón. Así, la vida de cada persona no sería importante, sino la simple adhesión a la creencia de Dios sea esta por razones honestas (escasamente hay quienes creen en dios como consecuencia del razonamiento y la meditación profunda en ese aspecto) o deshonesta (la mayoría, según Smith, lo hacen por la apuesta segura, por temor al infierno o por simple herencia cultural). Sin embargo, este Dios reprobable desde el punto de vista moral, podría fácilmente también convertirse en un Dios traicionero respecto a los cristianos pues, suponiendo que este disfrutara de alguna forma con el sufrimiento humano y no importaran para él las virtudes humanas, no habría en tal caso ningún impedimento para suponer que también lanzara a los cristianos al infierno, ya que para una mente inmoral la traición puede convertirse en un elemento de diversión latente.

Dadas todas estas argumentaciones, según Smith más sólidas que la apuesta de Pascal desde el punto de vista de la lógica, Smith invita a rechazar la renuncia a la razón que supone necesaria Pascal y predice que, basada en esa lógica, la conclusión más honesta en la que puede desembocar el hombre es en el ateísmo.